# Vauxhall de New York

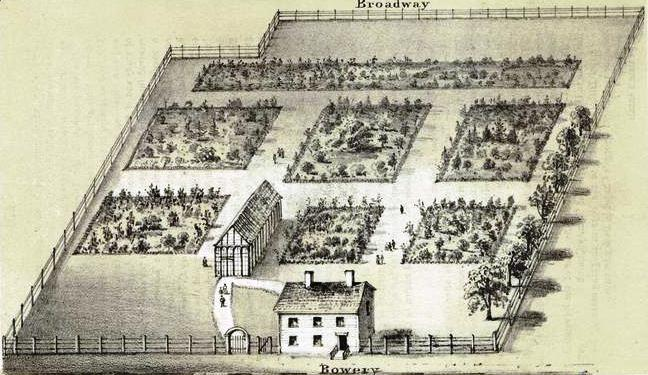
Croquis du second emplacement du Vauxhall Garden de New York en 1803

Les jardins Vauxhall (à New York) sont un jardin d'agrément et un théâtre. Il doit son nom au Vauxhall de Londres. Bien que le lieu ait connu une longue liste de propriétaires et ait subi des rachats, des fermetures, des déménagements et des réouvertures, il a duré jusqu'au milieu du XIXe siècle.

## Histoire

### Jardins Vauxhall, rue Greenwich

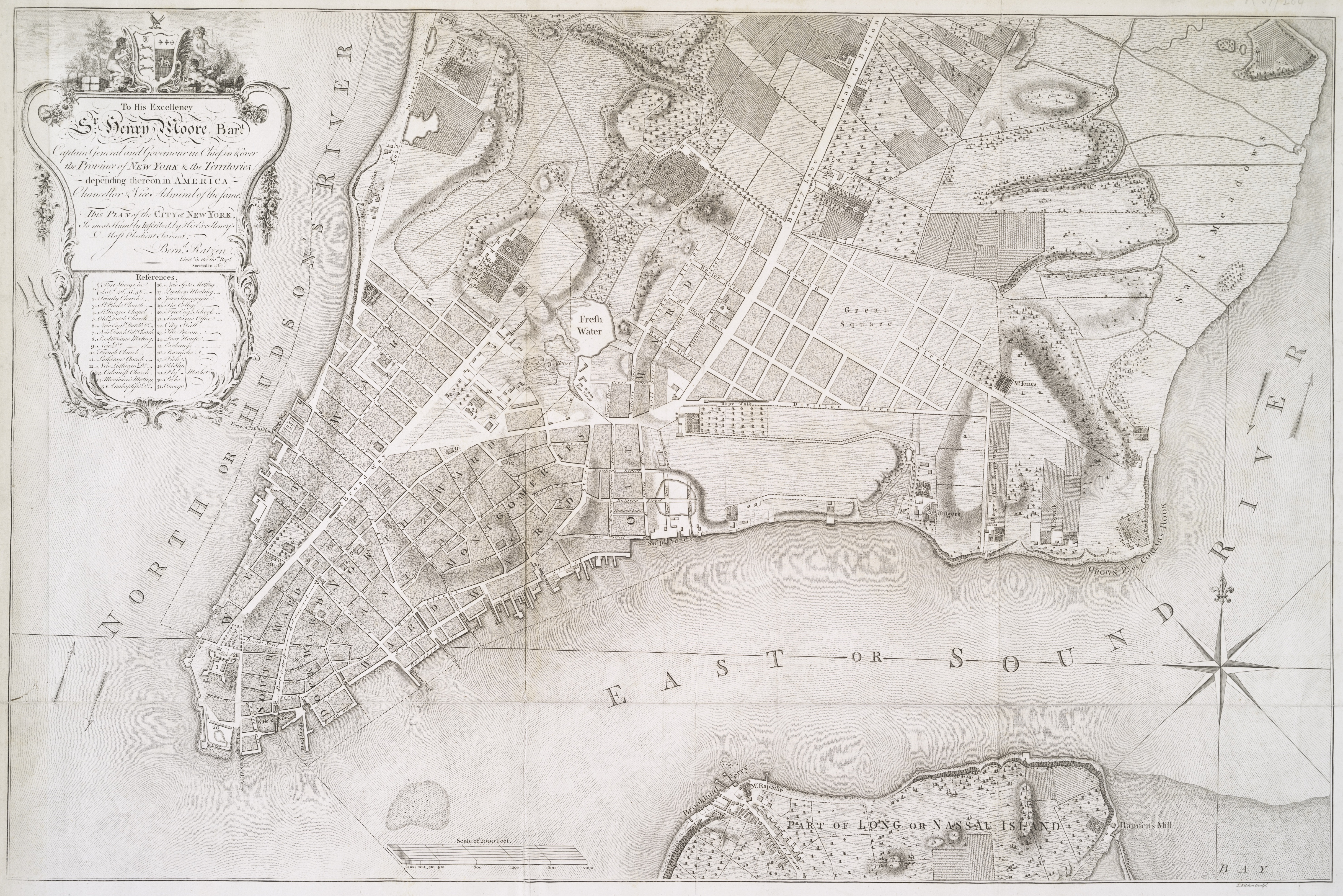
Carte de New York situant Vauxhall Gardens (à droite de « O » dans « HUDSON'S », entre les rues étiquetées Warren et Chapel et Road to Greenwich), Ranelagh Gardens est en bas à gauche, à l'ouest de « Fresh Water », d'après Bernard Ratzer (Enquête en 1767)

Au milieu des années 1760, les tavernes en dehors de la ville, comme celle de John Clapp dans le Bowery, sont devenues populaires dans le New York colonial, profitant de la juridiction du « Sunset Strip », à trois kilomètres du bureau de poste. Sur un site appelé « Bowling Green » depuis 1722, Samuel Fraunces ouvre un jardin d'agrément, d'abord appelé Vaux-Hall Gardens, à New York, en 1767  et il reçoit un principal concurrent  dans les jardins du Ranelagh, beaucoup plus grands, (du nom des jardins du Ranelagh à Chelsea, Londres),, les deux apparaissent sur la carte de New York de 1767 de Bernard Ratzer occupant une colline boisée juste au nord des maisons de ville les plus au nord, du côté sud de Duane Street ; le site surplombait Lispenard's Meadows et la route riveraine menant à Greenwich Village. Les jardins Vauxhall d'origine sont situés sur un site plus petit sur Greenwich Street, près de la rivière Hudson, entre ce qui deviendra plus tard les rues Warren et Chambers, dans le quartier à la mode du sixième arrondissement ; l'école publique 234 se trouve aujourd'hui sur le site,. La carte de Ratzer montre son jardin carré, classiquement divisé en quatre par des allées. Fraunces exploita Vaux-Hall jusqu'à l'été 1773 ; en octobre, il met aux enchères son contenu et vend la propriété. Son avis mentionne deux grands jardins, une maison avec quatre pièces par étage et douze cheminées, et une salle à manger de 17m de long et 8 m de large, avec une cuisine en dessous. Le Vauxhall proposait des concerts légers d'été  et présentait un musée de cire en plein air. Pour la saison de l'été 1768, il accueillit une exposition sur la vie de Scipion l'Africain qui comprenait un bosquet avec une reconstitution du chef militaire sous sa tente. La Vauxhall est restée populaire tout au long de la période coloniale de New York et jusqu'à la fin du XVIIIe siècle.

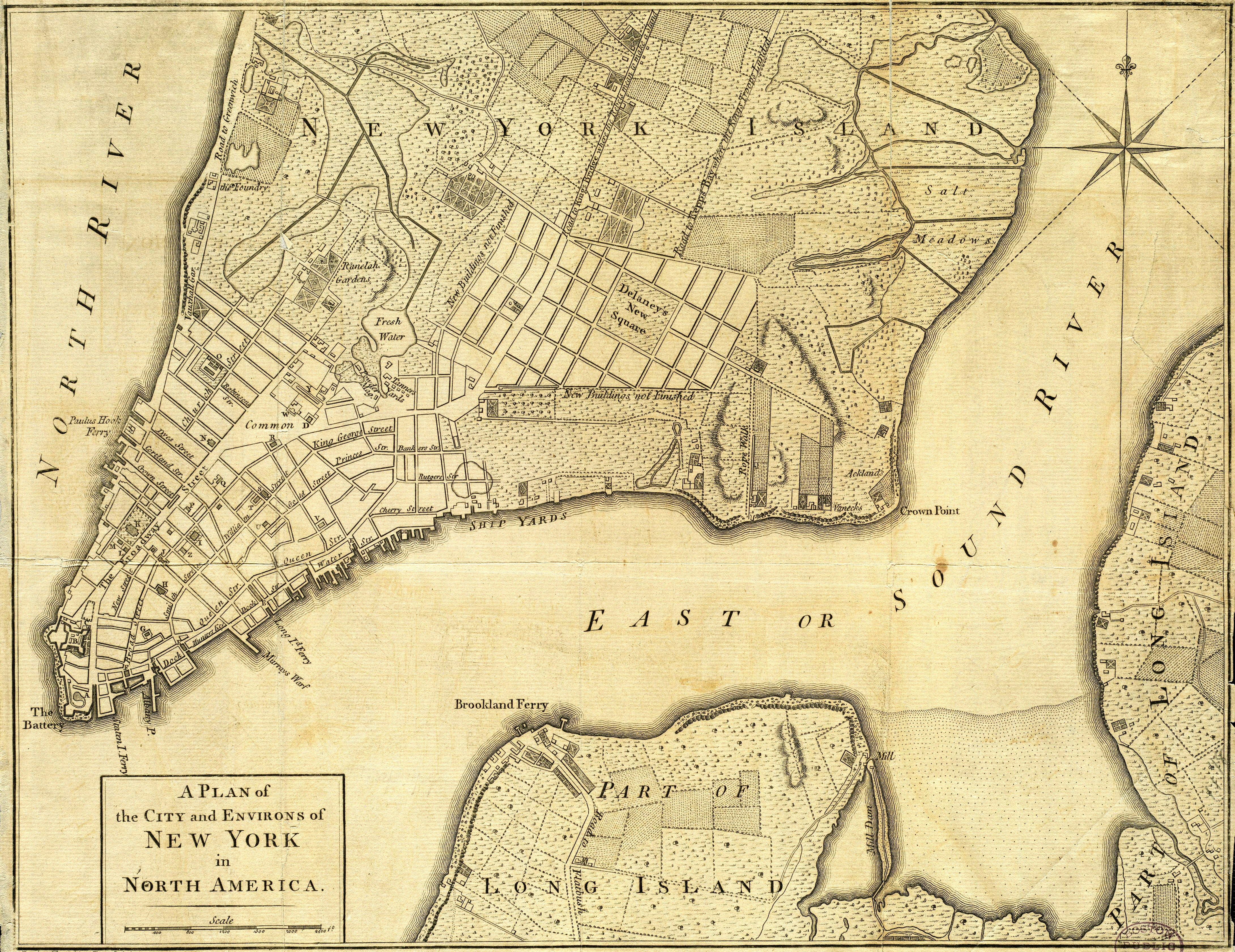
Vauxhall Gardens (à droite du « H » dans « NORTH RIVER »), Ranelagh Gardens (à l'ouest de « Fresh Water »), sur une carte britannique de 1776

### Vauxhall, rue Broome
À ce stade, les jardins avaient deux concurrents homonymes, dont l'un était principalement populaire pour sa glace,.
Au fur et à mesure de l'expansion de la ville de New York, des rues de maisons en rangée avec des jardins à l'arrière ont envahi les terres occupées par les jardins de Vauxhall. En 1798, le propriétaire Joseph Delacroix déplace ses opérations à Broome Street entre Broadway et Bowery.

### Vauxhall, rue Lafayette
En 1805, elle déménage, cette fois dans la rue Lafayette, s'étendant de la 4e à la 8e Rue dans ce qui était alors la partie nord de la ville,, le quartier qui devint plus tard Astor Place, la 4e rue, Broadway et Bowery. Les loges de son théâtre faisaient face au jardin et bloquaient la scène de la rue. L'écrivain voyageur professionnel John Lambert s'est rendu en novembre 1807 et écrit :

« New York a son Vauxhall et son Ranelagh ; mais ce sont de piètres imitations de ceux des environs de Londres. Ce sont pourtant d’agréables lieux de récréation pour les habitants. Le jardin Vauxhall est situé sur Bowery Road, à environ 3 km de l'hôtel de ville. C'est une plantation soignée, avec des allées de gravier ornées d'arbustes, d'arbres, de bustes et de statues. Au centre se trouve une grande statue équestre du général Washington. Des pièces musicales légères, des intermèdes, etc. sont joués dans un petit théâtre situé dans un coin des jardins : le public est assis dans ce qu'on appelle la fosse et les loges, en plein air. L'orchestre est construit parmi les arbres et un grand appareil est construit pour le feu d'artifice. Le corps théâtral de New York est principalement engagé à Vauxhall pendant l'été. »

## Quartier Astor Place
Le quartier de Vauxhall Gardens, Lafayette Street, appartint plus tard à John Jacob Astor. En 1826, il a créé un quartier de classe supérieure à partir du site, la rue Lafayette coupant en deux les jardins de l'Est et les maisons de l'Ouest. De riches New-Yorkais, dont Astor et d’autres membres de la famille, ont construit des demeures le long de cette artère centrale. Astor a construit la bibliothèque Astor dans la partie est du quartier en guise de don à la ville. L'architecte Seth Geer a conçu des maisons en rangée attrayantes appelées LaGrange Terrace pour le développement, et le quartier est devenu un quartier résidentiel à la mode et de classe supérieure.
Cet emplacement a rendu les jardins accessibles aux habitants des quartiers de Broadway et de Bowery. À l'été 1838, les propriétaires ouvrent un salon pour la mise en scène d'opéras-comiques de vaudeville. Plus tard, les directeurs de théâtre ont élargi leur offre pour attirer un plus large éventail de clients. En 1850, les foules les plus bruyantes de Bowery avaient pour la plupart effrayé les classes supérieures, et les revenus en souffraient,. Les bâtiments du théâtre sont démolis en 1855, et les jardins ferment définitivement en 1859.